# Armorial des familles basques (D)
Cet article décrit l'armorial des familles basques par ordre alphabétique et concerne les familles dont les noms commencent par la lettre « D ».

## Blasonnements

### Da
Famille Dabbadie (Bayonne):
| Blason | Blasonnement : D'azur au rasoir ouvert en forme de chevron renversé d'argent, accompagné de quatre étoiles d'or, une en chef, deux en flancs et une en pointe. Commentaires : Daniel Dabbadie était conseiller du roi, contrôleur et contregarde de la Monnaie de Bayonne. |

Famille Daguerre (Basse-Navarre):
| Blason | Blasonnement : (D'argent ou d'or) au loup passant de sable. Commentaires : Maison à Hélette. |

Famille Dantès (Bayonne):
| Blason | Blasonnement : D'azur à la colombe essorante d'argent sur un mont de sable, accosté de deux roses d'argent, tigées du même et péries en chevron, et un soleil d'or naissant du chef. Commentaires : Famille bourgeoise de Bayonne. Pierre Dantès, le jeune, bourgeois et marchand de Bayonne, fit enregistrer ses armes en vertu de l'édit de novembre 1696. |

Famille Dardir (Bayonne):
| Blason | Blasonnement : Commentaires : Très ancienne famille patricienne de Bayonne ayant donné de nombreux maires à la ville au cours des XIIIe et XIVe siècles. |

Famille Darricau (Dax - Saint-Jean-de-Luz):
| Blason | Blasonnement : Écartelé; au 1 d'azur à la pyramide d'argent; au 2 de gueules à l'épée haute en pal d'argent (barons militaires); au 3 de gueules au vol d'argent chargé d'un cœur cousu d'or brochant sur le vol; au 4 d'azur au pont d'or adextré d'une tour du même, cantonnée à senestre d'un foudre d'or, le tout soutenu d'un fleuve en Champagne d'argent. |

Famille Datue (vallée du Baztan):
| Blason | Blasonnement : D'or à trois bandes (alias: fasces) de sable; à la bordure de gueules chargée de dix (alias: onze) étoiles d'or. |

Famille Daymar (Bayonne):
| Blason | Blasonnement : D'azur au lion passant d'or Commentaires : Pierre Daymar, échevin de Bayonne, assista à la rédaction des coutumes générales de la ville et juridiction de Bayonne, et vivait en 1513. |

Famille Dazne (vallée du Baztan):
| Blason | Blasonnement : D'or à trois bandes de sable, à la bordure de gueules chargée de huit flanchis d'or. |

### De
Famille Delaunay (Bayonne):
| Blason | Blasonnement : Différences entre dessin et blasonnement : Le franc quartier broche sur la partition et non-pas seuleument sur le 4e quartier (ex : voir le blason des Pinoteau). Écartelé, au 1 d'or à la fasce d'azur chargée de trois merlettes d'argent, surmontée d'un soleil de gueules cantonné à dextre; au 2 d'azur à la licorne galopant d'argent; au 3 d'azur au trophée de drapeaux d'argent montés et cravatés d'or, surmonté d'un croissant du même; au 4 de gueules à la tour d'argent, ouverte, maçonnée et ajourée de sable, surmontée de trois étoiles d'or; au franc quartier brochant: de gueules à l'épée haute en pal d'argent (barons militaires). Commentaires : Jean delaunay), né à Bayonne le 28 juin 1765, décédé à Aix-en-Provence (Bouches-du-Rhône) le 11 juin 1841, baron de l'Empire par lettres patentes du 31 janvier 1810. |

Famille Delaunet (Donostia):
| Blason | Blasonnement : D'or à l'arbre arraché de sinople. Commentaires : Famille originaire de l'Île-de-France, établie en Anjou au XVIIe siècle, et dont une branche se fixa en Guipuscoa, à Donostia. |

Famille Del Rio (Navarre):
| Blason | Blasonnement : D'argent à deux croissants de gueules; au chef palé de sable et d'or. Alias: coupé, au 1 d'or à cinq trangles ondées d'azur; au 2 d'azur à trois fleurs de lys d'or 2 et 1. Commentaires : Famille navarraise alliée aux d'Espelette (Ezpeleta). |

Famille Derio (Biscaye):
| Blason | Blasonnement : Losangé d'or et de sinople, treize des losanges de sinople chargés d'une fleur de lys d'or, 3, 2, 3, 2 et 3. |

Famille Des Monstiers de Fraisse (Bayonne):
| Blason | Blasonnement : Écartelé, aux 1 et 4 d'argent à trois fasces de gueules; aux 2 et 3 d'azur à deux lions passants d'or, posés l'un sur l'autre. Commentaires : Mgr Jean V Des Monstiers de Fraisse, évêque de Bayonne de 1551 a 1556. |

Famille Desojo (Navarre):
| Blason | Blasonnement : D'argent à l'arbre de sinople,. |

### Di
Famille Dibarboure (Bayonne):
| Blason | Blasonnement : D'or à sept macles d'azur posés 4 et 3. Commentaires : Dibarboure, procureur du roi en l'hôtel de ville de Bayonne, reçut d'office en 1701 ces armes. |

Famille Dicastillo (Navarre):
| Blason | Blasonnement : De gueules à trois châteaux d'or, 2 et l. Commentaires : Une maison noble de ce nom existait dans le village éponyme et portait ces armes. |

Famille Diesse (Bayonne):
| Blason | Blasonnement : D'argent au chêne de sinople, au sanglier de sable brochant, accompagné d'un lion et d'une aigle de sable en chef, et de deux oiseaux essorants du même affrontés en pointe. Commentaires : Famille venue d'Espagne au XVIe siècle, agrégée à la bourgeoisie de Bayonne à la fin du XVIIe siècle. Filiation établie depuis 1695. |

Famille Diez de Aux (Basse-Navarre):
| Blason | Blasonnement : D'argent au soleil de gueules. Commentaires : Ancien lignage originaire du village de Haux qui passa en Navarre où il reçut la seigneurie de Cadreita, près de Tudela. |

Famille Diharse (Diharce) (La Bastide-Clairence):
| Blason | Blasonnement : Écartelé, aux 1 et 4 d'or à un et quatre ours de sable; aux 2 et 3 d'or à deux et trois arbres de sinople. Commentaires : Les armes de Salvat 1 Diharce, sculptées sur la clef de voûte de la première travée de la cathédrale de Tarbes, restaurée par ses soins, porte des sangliers et non des ours. |

Famille Dilitz (Biscaye):
| Blason | Blasonnement : D'argent à la bande d'azur engoulée de deux têtes de dragons de sinople, accompagnée en chef d'un lion rampant de gueules, et en pointe d'une onde d'azur et d'argent. Commentaires : Maison infançonne à Getxo, au nord de Bilbao. Filiation établie depuis Pedro de Dilitz. |

Famille Dirassen (Guiche):
| Blason | Blasonnement : D'or au lion de sable tenant de sa patte droite une rose de gueules. Commentaires : Johanne d'Irassen est témoin d'un contrat d'apprentissage à Guiche en 1492 où existait une maison Irayschen. |

Famille Diribarne (voir d'Iribarne):
Famille Diusteguy (Donostia):
| Blason | Blasonnement : D'argent au loup de sable, à la bordure de gueules chargée de huit flanchis d'or,. Commentaires : Maison à Hernani, au Guipuscoa, dont des membres fondèrent des maisons à Urnieta et Zumaia. |

### Do
Famille Dochao (Labourd):
| Blason | Blasonnement : Écartelé, aux 1 et 4 de gueules au château d'or, ajouré d'azur, maçonné de sable, accompagné en chef de trois fleurs de lys d'or 2 et 1; aux 2 et 3 d'argent au lion rampant de gueules, armé et lampassé du même, couronné d'or, accompagné en pointe d'une grenade de gueules, tigée et feuillée de sinople. Commentaires : Famille originaire du Labourd, établie à Bilbao. |

Famille Dolhonde (Bayonne):
| Blason | Blasonnement : Écartelé, au 1 d'argent au cheval passant de sable; aux 2 et 3 de gueules à trois losanges d'argent 2 et 1; au 4 de sinople à une maison d'argent. Commentaires : Roland Dolhonde, marchand bourgeois de Bayonne, figure à l'Armorial Général de 1696 avec ces armes. |

Famille Dolivet (Bayonne):
| Blason | Blasonnement : Coupé, au 1 d'azur à la croix de Lorraine fleurdelisée d'or; au 2 d'argent à l'arbre de sinople terrassé de sable. |

Famille Domenchina (Soule):
| Blason | Blasonnement : De gueules au château d'argent, accompagné, devant la porte, d'un homme armé d'une épée et d'un bouclier, et en chef d'une fleur de lys d'or. Commentaires : Maison de Domezain. |

Famille Domezain (Soule):
| Blason | Blasonnement : Écartelé, au 1 et 4 de gueules au geai au vol abaissé d'argent; aux 2 et 3 d'argent (alias d'or) au lion rampant de gueules. Commentaires : Ancienne maison citée depuis le XIIe siècle et dont les premiers degrés sont établis d'après le cartulaire de l'abbaye de Sorde. |

Famille  Domezain (vallée de Baztan):
| Blason | Blasonnement : Burelé d'or et de gueules de dix pièces. Commentaires : Maison noble du quartier de Bergara, à Arizkun. Une branche s'établit à Añorbe, près de Pampelune. |

Famille Donamaria (vallée d'Urrobi):
| Blason | Blasonnement : D'or à l'arbre de sinople accompagné d'un sanglier de sable brochant sur le tronc. Commentaires : Maison noble a Aoiz. José de Doña Maria y Suhescun, fils de Miguel et de Catalina de Suhescun, devint chevalier de Saint Jacques en 1639. |

Famille Donazar (Basse-Navarre):
| Blason | Blasonnement : D'or à neuf besants partis d'or et de gueules, 3, 3 et 3. * Il y a là non-respect de la règle de contrariété des couleurs : ces armes sont fautives. Commentaires : Maison noble de Saint-Jean-le-Vieux. Donazar, concision de Don(ib)a(ne) et za(ha)r, Saint-Jean-le-Vieux en basque. |

Famille Doncel (Biscaye):
| Blason | Blasonnement : D'azur au château d'or sur une onde d'argent et d'azur. Alias: parti, au 1 de gueules au senestrochère d'argent tenant une épée du même; au 2 d'or à trois bandes de sinople. La maison de Unzué, porte : écartelé, au 1 de... à la croix latine fleurdelisée cantonnée de quatre losanges; aux 2 et 3 de... à deux chaudrons de... l'un sur l'autre; au 4 losangé de... et de... et une étoile de... brochant sur l'écartelé. Commentaires : Maison noble de la vallée d'Orozco. Une branche issue de cette maison en fonda une à Unzué, près de Tafalla, au sud de la Navarre. |

Famille Doncostal (Basse-Navarre):
| Blason | Blasonnement : De gueules à la croix d'argent chargée de huit chevrons de sable. Commentaires : Maison du Pays de Mixe. |

Famille Doneztebe (vallée de Santesteban):
| Blason | Blasonnement : Parti au 1 d'azur à une tour d'argent maçonnée de sable, terrassée de sinople; coupé d'argent à quatre loups de sable posés en pal 2 et 2; au 2 d'or à cinq pals de gueules et une bordure d'azur chargée de huit croisettes fleuronnées d'or. Alias: de gueules au château d'argent accompagné en pointe d'un flanchis du même; et une bordure d'azur chargée de dix flanchis d'argent. Commentaires : Famille originaire de la vallée de Santesteban (Doneztebe, en basque) établie à Sare où elle est citée au début du XVIIe siècle. |

Famille Donguillen (Navarre):
| Blason | Blasonnement : Écartelé, au 1 d'argent à la croix pommelée de gueules; aux 2 et 3 de gueules à une arbalète d'or; au 4 d'argent au loup de sable. Commentaires : Maison noble de Sangüesa. |

Famille Dordoy (Bayonne):
| Blason | Blasonnement : D'or à six lézards de sinople posés en deux pals: à la bordure de gueules chargée de huit flanchis d'or; Alias: de gueules à une dalle d'argent accompagnée en pointe de deux lézards de sinople. |

Famille Dorronsoro (Guipuscoa):
| Blason | Blasonnement : D'azur à deux loups d'or, membrés de gueules, posés en pal; à la bordure de gueules chargée de huit flanchis d'or, * Il y a là non-respect de la règle de contrariété des couleurs : ces armes sont fautives.. Commentaires : Maison noble de Ataun, près de Tolosa, attestée depuis le XVIe siècle. Filiation établie depuis Juan Dorronsoro. |

Famille Doutres (Donostia):
| Blason | Blasonnement : D'or au tourteau parti de sable et d'azur. Commentaires : Famille d'origine française établie à Saint-Sébastien. |

### Dr
Famille Dronda (vallée du Roncal):
| Blason | Blasonnement : Losangé de gueules et d'argent. Commentaires : Famille d'Ustarroz, connue aussi sous la forme francisée de Drundin. |

Famille Druilhet (Bayonne):
| Blason | Blasonnement : Écartelé, aux 1 et 4 de sinople à la bande d'argent chargée de trois fleurs de lys du champ, et accompagnée à dextre d'un alérion d'argent; aux 2 et 3 d'or au chef d'azur chargé de trois étoiles d'argent (qui est Druilhet). Commentaires : Mgr André Druilhet, évêque de Bayonne de 1707 à 1727 était né à Toulouse le 1er décembre 1664. Il était fils de Jacques Druilhet, président aux enquêtes (et non requêtes) du Parlement de Toulouse. Ces armes, données par les chanoines Dubarat et Daranatz : Recherches sur la ville et sur l'église de Bayonne, 1.1, p. 256 diffèrent de celles du Ms.fr. 31.979 du Cabinet des manuscrits de la Bibliothèque nationale: d'argent au chef de gueules chargé de trois étoiles d'argent. (AGNF, RAY, VE1). |

### Du
Famille Dubarbier (Soule):
| Blason | Blasonnement : Commentaires : Famille originaire du Béarn, établie sur tout le Pays basque, à Mauléon et Barcus (Soule), Ipharre (Pays de Cize), Picassary (Pays de Mixe) et Bayonne. Arnaud Dubarbier était syndic de la noblesse en 1722. |

Famille Du Bellay (Bayonne):
| Blason | Blasonnement : D'argent à la bande fuselée de gueules, accompagnée de six fleurs de lys d'azur rangées en orle. Commentaires : Mgr Jean IV Du Bellay, évêque de Bayonne de 1524 à 1532. Né à Glatigny en 1498, décédé le 16 février 1560. |

Famille Dubois (Bayonne):
| Blason | Blasonnement : De gueules à une aigle d'argent. Commentaires : N. Dubois, bourgeois de Bayonne, reçut d'office ces armes, en 1701, à l'Armorial des Généralités. |

Famille Dubois (de Roman) (Bayonne):
| Blason | Blasonnement : De gueules au lion d'or tenant de la patte dextre une épée d'argent; au chef d'or chargé de trois molettes de sable. Commentaires : Titre de baron héréditaire par lettres patentes du 10 janvier 1821. Joseph-Martin Dubois, contrôleur général des gabelles (1775), directeur général des fermes du roi à Bayonne ( 1783), administrateur des douanes (1800), né en 1730, décédé le 1er juin 1811. |

Famille Dubourdieu (Bayonne):
| Blason | Blasonnement : Écartelé, au 1 d'or à trois chevrons d'azur; au 2 de gueules à l'épée haute en pal d'argent (baron héréditaire); au 3 de gueules à l'ancre d'or surmontée de trois étoiles du même rangées en fasce; au 4, d'or au palmier terrassé de sinople. Commentaires : Titre de baron héréditaire par décret impérial du 14 mai 1864 et lettres patentes du 20 août suivant, en faveur de Philippe Clément Dubourdieu, préfet. |

Famille Dubrocq (Bayonne):
| Blason | Blasonnement : Parti, au 1 d'azur à la licorne saillante d'argent; au 2 de gueules à trois vergettes d'argent. Commentaires : Famille patricienne de Bayonne. |

Famille Ducasse (Bayonne):
| Blason | Blasonnement : Coupé, au 1 d'azur au chêne arraché d'or, de quatre branches passées en sautoir, englantées du même; au 2 d'or au massacre de cerf de sable. Commentaires : Filiation établie depuis Bernard Ducasse, négociant et échevin de la ville de Bayonne, allié à Marthe Rigal. |

Famille Ducellier (Bayonne):
| Blason | Blasonnement : Parti, au 1 de gueules au Bon Pasteur de carnation, vêtu et nimbé d'or, terrassé de sinople; au 2 d'azur au chiffre de la Vierge d'or, couronné de douze étoiles d'argent; au chef d'or sur le tout, chargé de trois croisettes recroisettées de sable. Devise : Deus per Mariam. Pro Christo et Grege,. Commentaires : Mgr Arthur Xavier Ducellier, évêque de Bayonne (1878-1887), né à Soliers (Calvados) le 1er septembre 1832, décédé a Besançon (Doubs) le 29 juin 1893. |

Famille Duhalde (Mendionde):
| Blason | Blasonnement : Commentaires : Maison infançonne. Domeings d'Ainciburu était dame de Duhalde en 1733. |

Famille Duhart (Ahetze):
| Blason | Blasonnement : D'or à une fasce de sinople. |

Famille Dujac (Bayonne):
| Blason | Blasonnement : De gueules à quatre burelles dentelées d'or. Commentaires : Denis Dujac était chanoine de l'église cathédrale de Bayonne en 1698. |

Famille Dulivier (Etienne) (Bayonne):
| Blason | Blasonnement : D'azur à une colombe essorante d'argent, tenant en son bec un rameau d'olivier du même. * Il y a là non-respect de la règle de contrariété des couleurs : ces armes sont fautives. Commentaires : Etienne Du Livier, garde magasin des vivres de Bayonne, reçut d'office le 17 juin 1701 ces armes. |

Famille Dulivier (Léon) (Bayonne):
| Blason | Blasonnement : De gueules au chevron dentelé d'or, accompagné de trois roses du même. Commentaires : Léon Dulivier, homme d'armes de la ville de Bayonne reçut d'office ces armes. |

Famille Dulivier (Louis) (Bayonne):
| Blason | Blasonnement : D'or à une roue dentelée d'azur. Commentaires : Louis Dulivier, receveur des deniers de Bayonne, reçut d'office ces armes. |

Famille Dulmes (Bayonne):
| Blason | Blasonnement : D'or à une croix d'azur. (Armes d'Office, 1701). Commentaires : N. Dulmes, doyen à Saint Esprit |

Famille Dunier (Bayonne):
| Blason | Blasonnement : Losangé d'or et d'azur. Commentaires : Jean Dunier, de Bayonne, reçut d'office ces armes en 1701. |

Famille Duo (Biscaye):
| Blason | Blasonnement : D'or an château de pierre au naturel sur une onde d'azur et d'argent: à la bordure de gueules chargée de huit flanchis d'or. Commentaires : Ancien lignage de Morga, près de Gernika, où existent toujours deux anciennes maisons: Duo-Jaureguia et Duo-Bekoa. Santorun de Duo était Syndic procureur général de la seigneurie de Biscaye en 1625. |

Famille Dupérou (Ascain):
| Blason | Blasonnement : Commentaires : Dom Thomas Dupérou, né à Ascain le 20 octobre 1842, fut abbé bénédictin de Sacred Heart (Mission du Sacré-Cœur à Oklahoma City (États-Unis). Son élection canonique fut confirmée le 8 septembre 1896. Il décéda le 8 décembre 1897. Il ne portait pas d'armoiries. |

Famille Durango (Biscaye):
| Blason | Blasonnement : D'azur à trois marteaux d'or 2 et 1, accompagnés de six besants d'argent posés 3 sur chaque flanc; à la bordure de gueules chargée de huit flanchis d'or. Alias: d'or à trois marteaux d'azur, emmanchés de gueules, 2 et 1. accompagnés de trois feuilles de peuplier de gueules, deux en chef et une en pointe; à la bordure cousue d'or chargée de huit flanchis d'azur. Commentaires : Ancien comté qui comprenait la ville de Durango où existaient deux maisons nobles dénommées Durango-Uribiarte et Tabira de Durango. |

Famille Duretche (Bayonne):
| Blason | Blasonnement : De gueules à la croix d'or. Commentaires : N. Duretche, homme d'armes à Bayonne, reçut d'office ces armes en 1701. |

Famille Durruty (Labourd):
| Blason | Blasonnement : D'argent à onze agneaux au naturel, posés en trois fasces de trois et une de deux. |

Famille Dursus de Lestre (Biscaye):
| Blason | Blasonnement : D'or au soleil de gueules accompagné de trois agaces ou pies grièches au naturel. Commentaires : Famille normande, originaire de Biscaye (Ursua ?). |

Famille Dussault (Bayonne):
| Blason | Blasonnement : D'azur à trois sauterelles passantes d'or, 2 et 1. Commentaires : Ancienne famille patricienne de Bayonne. |

Famille Dutary (vallée du Baztan):
| Blason | Blasonnement : Échiqueté d'argent et de sable (armes de la vallée). Commentaires : Maison à Azpilcueta. |

Famille Duverger de Hauranne (Bayonne):
| Blason | Blasonnement : De gueules à trois pals d'or; au chef d'argent chargé de trois mouchetures d'hermines de sable. Commentaires : Famille de Bayonne, illustrée par l'abbé de Saint-Cyran, fondateur du Jansénisme. Elle est connue depuis le XVe siècle où ses premiers auteurs exerçaient la profession de bouchers. |

Famille Dyzez d'Arènes (Bayonne):
| Blason | Blasonnement : De sable à trois pals d'or; au franc quartier d'azur au miroir d'or en pal après lequel se tortille et se mire un serpent d'argent Commentaires : Jean Dyzez (alias: d'Yzez), né à Bayonne le 11 novembre 1742, décédé à Paris le 6 mars 1830, conseiller au Parlement de Navarre, député des Landes à la Convention (1792), sénateur (1799), comte de l'Empire sous la dénomination d'Arènes par lettres patentes du 26 avril 1808. |